# ارپوژیتسه
ارپوژیتسه (به چکی: Erpužice) یک منطقهٔ مسکونی در جمهوری چک است که در ناحیه تاخوو واقع شده‌است. ارپوژیتسه ۱۴٫۵۱ کیلومتر مربع مساحت و ۳۵۸ نفر جمعیت دارد و ۴۶۰ متر بالاتر از سطح دریا واقع شده‌است.